# マンハッタンビーチ (カリフォルニア州)
マンハッタンビーチ（Manhattan Beach）は、アメリカ合衆国カリフォルニア州のロサンゼルス郡にある都市。人口は3万5505人（2020年）。ロサンゼルス国際空港に近い。

## 歴史
街の開発は1902年頃に始まった。初期の住宅地は別荘用に売り出された。開発業者の一人がニューヨークのマンハッタン出身だったため、地名は「マンハッタンビーチ」に落ち着いた。1912年に市として法人化した。

## 地理
海岸は砂浜で南のハモサビーチ、レドンドビーチへと続いている。「ビーチカルチャー」の色濃い地域であり、内陸部の都市とは一線を画する。海岸沿いの住宅は非常に高額で、富裕層の住民が多い。

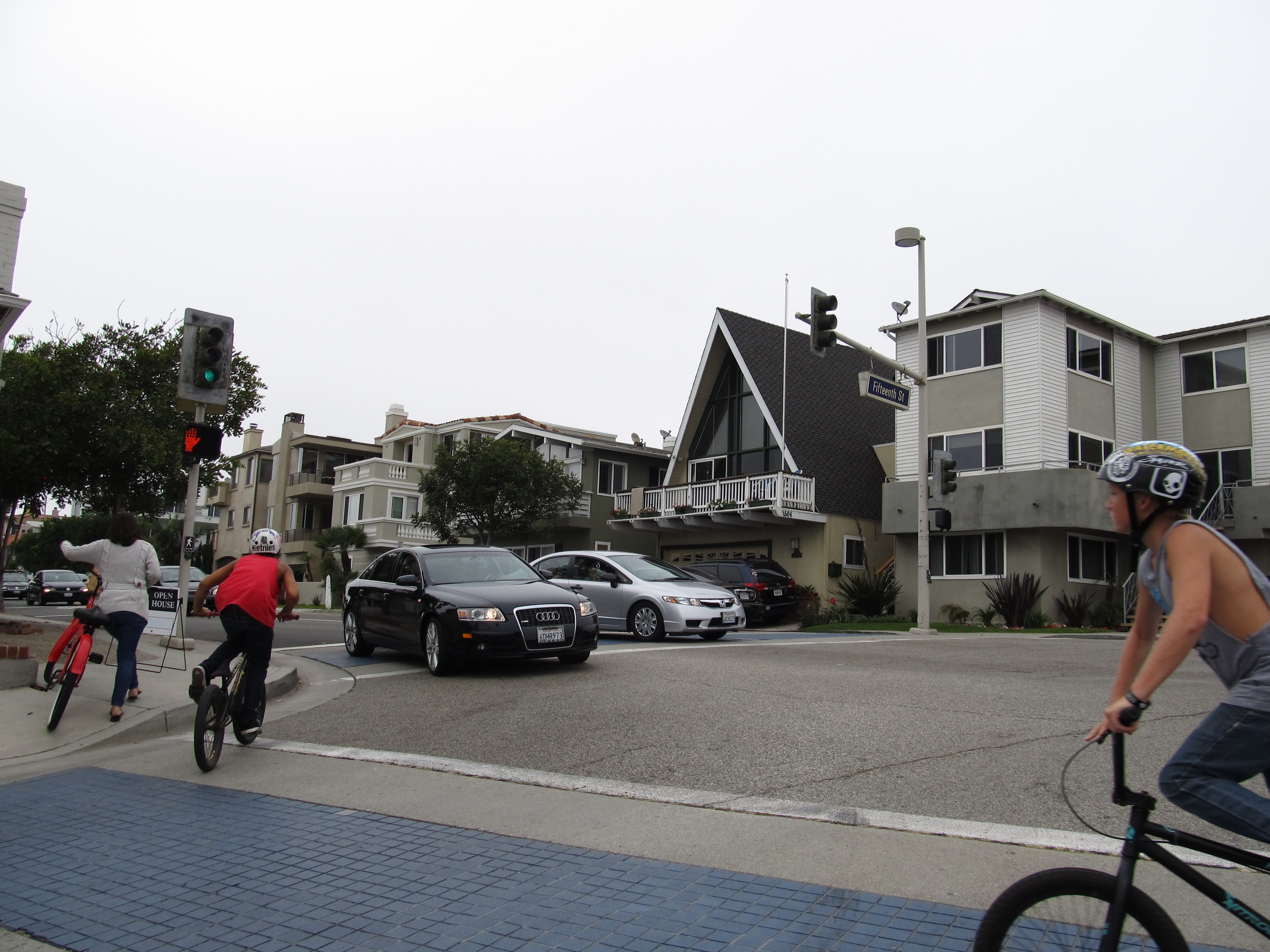
街の風景